# Travnik vára (Horvátország)
Travnik (más néven Bićin grad vagy Kotromanić kula) egy középkori várrom Horvátországban, a Split-Dalmácia megyei Potravlje határában. 

## Fekvése
A Svilaja-hegység keleti lejtőjénél a Potravlje feletti egyik 626 méteres magaslaton találhatók Travnik középkori várának maradványai.

## Története
A hely stratégiai fekvése miatt itt már a történelem előtti időktől fogva állt erődítmény, melynek kötőanyag nélkül rakott falmaradványai ma is láthatók a hegy keleti lejtőjén, a hegy lábánál pedig már az ókorban (a 2. és 3. században) település állt, melyről az itt feltárt római sírok, köztük a Naevius család síremléke ad tanúbizonyságot. A hegyen magán, amelyen a középkori vár áll a Grudine nevű helyen késő ókori erődített település romjait is feltárták nagyméretű templomával és sírjaival együtt.
A középkori várat 1372-ben említik először a Nelipić család birtokai között. A vár a 15. század első évtizedeiben már gyakran felbukkan a korabeli forrásokban ezen család birtokaként. 1505-ből ismerjük várnagyát Stjepan Martinoševićet és Kožul nevű vajdáját is. A török valószínűleg már 1520 körül elfoglalta a várat, melyet a hagyomány szerint a közeli Gradić nevű hegyről célzott ágyútűzzel romboltak le. A későbbi említések során valószínűleg már rom volt. A nép Bićin gradnak, vagy Kotromanić kulának is nevezi. A középkorban urai a Šubićok, a Nelipićek, a Frangepánok, a Tallóciak és a Špirančićek voltak, akik részben innét igazgatták ezt a Svilaja- és a Dinári-hegység által határolt, termékeny mezők alkotta vidéket. A török 1520 körül foglalta el Travnik várát és ezzel a vár alatti település is több mint százötven évre az Oszmán Birodalom uralma alá került. A velencei seregek 1686-ban foglalták vissza a töröktől Sinj várát és vele együtt a mai Hrvace térségét. A velencei-török háború után kialakult új hatalmi viszonyokat 1699-ben a karlócai béke szentesítette. Az 1714-ben kitört velencei-török háborúban átmenetileg újra török kézre került, de 1715-ben már újra velencei uralom alatt állt. 1718-ban a pozsareváci béke az új határt a Dinári-hegységnél húzta meg, így e térség velencei kézen maradt. A török veszély elmúltával a vár jelentősége is megszűnt, elhagyták és pusztulásnak indult.

## A vár mai állapota
A hegy, amelyen a vár áll a hegységből lezúduló víz által kialakított mély és meredek vízmosások által jól védett. A vár háromszög alaprajzú, nagyon jó megtartású falakkal, melyek közül kiemelkedik a délkeleti félköríves saroktorony, mely részben egy korábbi erődítmény alapfalain áll. A bejárat a déli oldalon volt, ahova lépcsők vezettek fel. Néhány rossz állapotban megmaradt falmaradvány árulkodik a vár belső épületeiről. A vár építési idejét jól keltezik a régészeti leletek, köztük mintegy harminc nyílhegy, melyek a 14. század végén és a 15. század elején használatos íjaktól és számszeríjaktól származnak, valamint Hrvoje Vukčić Hrvatinić és a magyar királyok pénzei. A középkori település a várhegy lábánál feküdt. A várhoz a legjárhatóbb út a plébániatemplomtól Primorci településrészen át halad. A település szélső házától vezető ösvényen mintegy 15-20 perces sétával érhetők el a romok. 